# فریبوز
فریبوز (به فرانسوی: Freybouse) یک کمون در فرانسه است که در Canton of Grostenquin واقع شده‌است.

## خصوصیات
فریبوز ۵٫۸۷ کیلومترمربع مساحت و ۴۲۰ نفر جمعیت دارد و ۲۵۸ متر بالاتر از سطح دریا واقع شده‌است.